# Monochamus plumbeus
Monochamus plumbeus är en skalbaggsart som beskrevs av Charles Joseph Gahan 1888. Monochamus plumbeus ingår i släktet Monochamus och familjen långhorningar. Inga underarter finns listade i Catalogue of Life.